# Качулата рогата акула
Качулатата рогата акула (Heterodontus galeatus) е вид хрущялна риба от семейство Heterodontidae.

## Разпространение
Видът е разпространен в Австралия (Куинсланд и Нов Южен Уелс).